# Top Model
Top Model o Next Top Model es un reality show de moda cuyo formato es reproducido en varios países, y es visto alrededor de en 120 naciones. El show toma la forma de una competencia de modelos en la cual las ganadoras recibirán un contrato con una agencia de modelaje y la portada y un editorial en alguna revista de moda. El formato fue creado por Tyra Banks con el surgimiento de, America's Next Top Model que fue emitido por primera vez en 2003, y producido por 10×10 Entertainment.

## Descripción del formato
La siguiente descripción del show está basada principalmente en el formato de la versión americana de la serie, pero con algunos detalles de las distintas versiones internacionales.

### Concursantes
Cada "ciclo" de show consiste en 9–18 episodios y comienza con 10–25 concursantes. En cada episodio una concursante es eliminada, aunque en algunas casos puede existir una doble eliminación o que no exista, basada en las decisiones tomadas por el panel de jueces. Los cambios de imagen son administrados a las concursantes en los comienzos de la competencia, usualmente en los episodios 1 o 2.

### Desafíos
Cada episodio comienza generalmente con el grupo de concursantes recibiendo un entrenamiendo en un área relacionada al tema de la semana. Por ejemplo, las concursantes pueden ser entrenadas en caminatas sobre pasarela, improvisación en actuación, o la aplicación de maquillaje para distintas ocasiones. Un desafío continúa a dicho entramiento, como un desfile real o falso, o una entrevista, y una ganadora es elegida por un juez. Ella recibe algún premio, como ropa, una salida, o una ventana o beneficio para el siguiente photoshoot. En ciertas ocasiones, la ganadora tiene la posibilidad de elegir a un determinado grupo de concursantes para compartir el premio, y en otras ocasiones la ganadora del desafío es eliminada al final del episodio pese a su buen desempeño en el desafío.
Cada episodio, muestra los eventos y sucesos ocurridos en una semana y está asociado a un término del mundo de la moda, como lidiar con la prensa en entrevistas, la venta de un producto a través de un comercial, participar de un desfile, o visitar a diseñadores o agencias en "Go-sees".

### Photo shoots
El siguiente segmento es generalmente un photoshoot, que puede corresponder a una fotografía de belleza (fotos de acercamiento haciendo énfasis en los rostros), posando en trajes de baño o lencería, posando desnudas o semi-desnudas, posando con un modelo varón, o posando con animales. Usualmente una vez por ciclo algún photoshoot es reemplazada por un comercial de venta de algún producto, o la participación de las concursantes en algún video de música. 
El desempeño de las concursantes durante el photoshoot o el rodaje del comercial o video de música, así como también los resultados finales, son evaluados frente al panel de jueces, quienes deciden quien será la eliminada.

### Juzgamiento
El segmento final de cada episodio se realiza frente a un panel de jueces conformado por expertos de la moda. Usualmente al panel de jueces, se invita a un juez. Las concursantes ciertas veces deben enfrentarse a un último desafío que puede ser relacionado con algún área del modelaje como posar, caminar, vender un producto o elegir un atuendo o maquillaje para una ocasión asignada. Cada foto o vídeo de las concursantes, es revelado y juzgado y criticado por el panel. Luego de que las fotos o vídeos han sido evaluados, las concursantes se retiran mientras los jueces deliberan.
El proceso de eliminación responde a un rígido formato, cuando la presentadora revela, una por una y en orden de mérito, las fotos de las concursantes que no han sido eliminadas. Cada foto es entregada a la concursante correspondiente, quien recibe además un comentario de la presentadora, así como "Felicitaciones, sigues en carrera por convertirte en la próxima [la región o país] Next Top Model". A veces la concursante llamada en primer lugar, recibe ciertos beneficios como poder ver su foto expuesta en la casa en la que viven las modelos durante toda una semana, o participar del desafío de la semana siguiente, independientemente de su desempeño. 
Las dos últimas concursantes que no recibieron su foto son expuestas a las críticas de la presentadora, quien revela la foto final. Aquella que no recibe su foto, es la concursante eliminada de la competencia. En algunas oportunidades, ambas son eliminadas, y en otras ocasiones ninguna de ellas abandona la competencia.

### Viajes Internacionales
Un viaje a un destino internacional es usualmente realizado en la última etapa de la competencia, generalmente por las seis o cinco concursantes que aún permanecen en competencia. En cada destino internacional cada episodio muestra los eventos o sucesos que suceden en un período de 3 o 4 días, siendo dos semanas el tiempo de permanencia en dicho destino. En algunas versiones internacionales, las concursantes pueden viajar a entre 2 o 6 destinos internacionales.

### Show En Vivo
En algunas versiones internacionales del show, la ganadora es revelada durante una emisión en vivo. Esto se realiza en Alemania, Rusia, Croacia, Reino Unido (sólo el ciclo 6), Israel, Bélgica, los Países Bajos, Benelux (Bélgica y los Países Bajos), Austria , Serbia y Nueva Zelanda (ciclo 3). En Australia (desde el Ciclo 3), Reino Unido (sólo el ciclo 6), Israel, Polonia y Vietnam, the los espectadores tienen la posibilidad de influenciar en parte la decisión, vía SMS.

### Votaciones Vía Internet
En formatos más modernos, cuando el grupo se ha reducido a las semifinalistas, el público puede votar vía Internet por sus favoritas para elegir las que se disputarán la final en el programa, pero la selección de la ganadora sigue dependiendo del jurado.

## Series internacionales de Top Model
El formato Top Model ha sido adoptado en varias regiones y naciones alrededor el mundo, conformando un número de más de 160 ganadoras.
- Última actualización: 24 de octubre de 2023.

| País                 | Nombre local | Canal de TV                               | Ganadores | Presentadores |
| -------------------- | --- | ----------------------------------------- | --- | --- |
| África               | Africa's Next Top Model Web Oficial Web Oficial en África Magic                                                                  | M-Net África Magic                        | 1ª Edición, 2013-2014: Aamito Stacie Lagu | Oluchi Onweagba |
| Albania              | Albania's Next Top Model Web Oficial Archivado el 3 de septiembre de 2011 en Wayback Machine.                                    | Top Channel Supersonic TV                 | 1ª Edición, 2010-2011: Erida Lama 2ª Edición, 2011: Elena Lika | Aurela Hoxha (1ª-2ª) |
| Alemania             | Germany's Next Topmodel Web Oficial                                                                                              | ProSieben                                 | 1ª Edición, 2006: Lena Gercke 2ª Edición, 2007: Barbara Meier 3ª Edición, 2008: Jennifer Hof 4ª Edición, 2009: Sara Nuru 5ª Edición, 2010: Alisar Ailabouni 6.ª edición, 2011: Jana Beller 7ª Edición, 2012: Luisa Hartema 8ª Edición, 2013: Lovelyn Enebechi 9.ª Edición, 2014: Stefanie Giesinger 10.ª Edición, 2015: Vanessa Fuchs 11.ª Edición, 2016: Kim Hnizdo 12.ª Edición, 2017: Céline Bethmann 13.ª Edición, 2018: Toni Dreher-Adenuga 14.ª Edición, 2019: Simone Kowalski 15.ª Edición, 2020: Jacky Wruck 16.ª Edición, 2021: Alex-Mariah Peter 17.ª Edición, 2022: Lou-Anne Gleißenebner-Teskey 18.ª Edición, 2023: Vivien Blotzki | Heidi Klum (1ª-18.ª) |
| \| Asia              | Asia's Next Top Model Web Oficial                                                                                                | STAR World (1ª-5ª) Fox Life (6ª)          | 1ª Edición, 2012-2013: Jessica Amornkuldilok 2ª Edición, 2014: Sheena Liam 3ª Edición, 2015: Ayu Gani 4ª Edición, 2016: Tawan Kedkong 5ª Edición, 2017: Maureen Wroblewitz 6.ª edición, 2018: Dana Slosar | Nadya Hutagalung (1ª-2ª) Georgina Wilson (3ª) Cindy Bishop (4ª-6ª) |
| América Central      | Super Model Centroamérica | BCCA                                      | 1ª Edición, 2007: Lisseth Cáceres | Leonora Jiménez (1ª) |
| Australia            | Australia's Next Top Model Web Oficial                                                                                           | FOX8                                      | 1ª Edición, 2005: Gemma Sanderson 2ª Edición, 2006: Eboni Stocks 3ª Edición, 2007: Alice Burdeu 4ª Edición, 2008: Demelza Reveley 5ª Edición, 2009: Tahnee Atkinson 6.ª edición, 2010: Amanda Ware 7ª Edición, 2011: Montana Cox 8ª Edición, 2013: Melissa Juratowitch 9.ª Edición, 2015: Brittany Beattie 10.ª Edición, 2016: Aleyna FitzGerald | Erika Heynatz (1ª-2ª) Jodhi Meares (3ª-4ª) Sarah Murdoch (5ª-7ª) Jennifer Hawkins (8ª-10.ª)                                                                                            |
| Austria              | Austria's Next Topmodel Web Oficial en Puls (No Activa) Web Oficial en ATV Archivado el 14 de agosto de 2018 en Wayback Machine. | Puls 4 (1ª-7ª, 9ª) ATV (8ª)               | 1ª Edición, 2009: Larissa Marolt 2ª Edición, 2009-2010: Aylin Kösetür 3ª Edición, 2011: Lydia Nnenna Obute 4ª Edición, 2012: Antonia Hausmair 5ª Edición, 2013: Gréta Uszkai 6.ª edición, 2014: ♂ Oliver Stummvoll 7ª Edición, 2015-2016: ♂ Fabian Herzgsell 8ª Edición, 2017: ♂ Isak Omorodion 9.ª Edición, 2019: Taibeh Ahmadi | Lena Gercke (1ª-4ª) Melanie Scheriau (5ª-7ª) Eveline Hall (8ª) Franziska Knuppe (9ª)                                                                                                   |
| Bélgica              | Topmodel Web Oficial | 2BE                                       | 1ª Edición, 2007: Hanne Baekelandt 2ª Edición, 2008: Virginie Bleyaert | Ingrid Seynhaeve (1ª) An Lemmens (2ª) |
| Bélgica              | Belgium's Next Top Model | Streamz                                   | 1ª Edición, 2023: En Emisión | Hannelore Knuts (1ª) |
| Benelux              | Benelux' Next Top Model Web Oficial (Holanda)                                                                                    | 2BE RTL5                                  | 1ª Edición, 2009: Rosalinde Kikstra 2ª Edición, 2010: Melissa Baas | Daphne Deckers (1ª-2ª) |
| Bosnia y Herzegovina | OBN Star Model | OBN                                       | 1ª Edición, 2009: Jelena Jugović 2ª Edición, 2010: ♂ Vedran Pajo | Dejana Rosuljaš (1ª-2ª) |
| Brasil               | Brazil's Next Top Model Web Oficial (No Activa)                                                                                  | SET                                       | 1ª Edición, 2007: Mariana Velho 2ª Edición, 2008: Maíra Vieira 3ª Edición, 2009: Camila Trindade | Fernanda Motta (1ª-3ª) |
| Brasil               | Top Model - O Reality Web Oficial Archivado el 15 de mayo de 2021 en Wayback Machine.                                            | Rede Record                               | 1ª Edición, 2012: Camila Andrade | Ana Hickmann (1ª) |
| Camboya              | Cambodia's Next Top Model Web Oficial (No Activa) Archivado el 25 de noviembre de 2014 en Wayback Machine.                       | MYTV                                      | 1ª Edición, 2014-2015: Chan Kong Kar | Yok Chenda (1ª) |
| Canadá (en Inglés)   | Canada's Next Top Model Web Oficial (No Activa)                                                                                  | Citytv (1ª-2ª) CTV (3ª)                   | 1ª Edición, 2006: Andrea Muizelaar 2ª Edición, 2007: Rebecca Hardy 3ª Edición, 2009: Meaghan Waller | Tricia Helfer (1ª) Jay Manuel (2ª-3ª) |
| Caribe               | Caribbean's Next Top Model Web Oficial                                                                                           | CaribeVisión (1ª) Flow TV (2ª-4ª)         | 1ª Edición, 2013: Treveen Stewart 2ª Edición, 2015: Kittisha Doyle 3ª Edición, 2017: Shamique Simms 4ª Edición, 2018: Le Shae Riley | Wendy Fitzwilliam (1ª-4ª) |
| China                | China's Next Top Model Web Oficial (No Activa)                                                                                   | DragonTV                                  | 1ª Edición, 2008: Angela Yin 2ª Edición, 2009: Crystal Meng 3ª Edición, 2010: Susanna Mao 4ª Edición, 2013: Wang Xiao quian 5ª Edición, 2015: Li Si Jia | Li Ai (1ª-3ª) Shang Wenjie (4ª) |
| Colombia             | Colombia's Next Top Model Web Oficial (No Activa) Archivado el 27 de septiembre de 2012 en Wayback Machine.                      | Caracol Televisión                        | 1ª Edición, 2013: Mónica Castaño Agudelo 2ª Edición, 2014: Yuriko Londoño 3ª Edición, 2017: Alejandra Merlano | Carolina Guerra (1ª) Carolina Cruz (2ª-3ª) |
| Corea del Sur        | 도전! 수퍼모델 코리아 Web Oficial                                                                                                | On Style Media                            | 1ª Edición, 2010: Ji Min Lee 2ª Edición, 2011: Jin Jung Sun 3ª Edición, 2012: Choi So-ra 4ª Edición, 2013: Shin Hyeon-ji 5ª Edición, 2014: Hwang Gi-ppuem | Jang Yoon-ju (1ª-5ª) |
| Croacia              | Hrvatski Top Model Web Oficial (No Activa) Archivado el 28 de marzo de 2008 en Wayback Machine.                                  | RTL                                       | 1ª Edición, 2008: Sabina Behlić 2ª Edición, 2010: Rafaela Franić | Tatjana Jurić (1ª) Vanja Rupena (2ª) |
| Dinamarca            | Danmarks Næste Topmodel Web Oficial (No Activa) Archivado el 9 de agosto de 2011 en Wayback Machine.                             | TV3 (1ª-3ª) Kanal 4 (4ª-9ª)               | 1ª Edición, 2005: Nanna S. Christensen 2ª Edición, 2005: Anna Nørgaard 3ª Edición, 2006: Anna Brændstrup 4ª Edición, 2010: Caroline Bader 5ª Edición, 2011: Julie S. Hasselby 6.ª edición, 2012: Line Rehkopff 7ª Edición, 2013: Louise Mørck Mikkelsen 8ª Edición, 2014: Sarah Kildevæld Madsen 9.ª Edición, 2015: Daniel Kildevæld Madsen | Anne P (1ª-3ª) Caroline Fleming (4ª-9ª) |
| Escandinavia         | Top Model Web Oficial | TV3                                       | 1ª Edición, 2005: Kine Lauvås Bakke 2ª Edición, 2005: Frøydis Elvenes 3ª Edición, 2006: Freja Kjellberg 4ª Edición, 2016: Ronja Manfredsson | Georgianna Robertson (1ª) Cynthia Garrett (2ª-3ª) Anne P (1ª-3ª) Mini Andén (1ª-2ª) Malin Persson (3ª) Kathrine Sørland (1ª-3ª) Lina Rafn (4ª) Janka Polliani (4ª) Jonas Hallberg (4ª) |
| Eslovaquia           | Hľadá sa Supermodelka Web Oficial (No Activa) Archivado el 22 de junio de 2007 en Wayback Machine.                               | TV JOJ                                    | 1ª Edición, 2007: Ivana Honzová | Simona Krainova (1ª) |
| Eslovenia            | Slovenski Top Model Web Oficial (No Activa) Archivado el 8 de junio de 2010 en Wayback Machine.                                  | TV3 Slovenia                              | 1ª Edición, 2010: Maja Fučak | Nuša Šenk (1ª) |
| España               | Supermodelo Web Oficial (No Activa) Archivado el 8 de agosto de 2008 en Wayback Machine.                                         | Cuatro                                    | 1ª Edición, 2006: María José Gallego 2ª Edición, 2007: Noelia López 3ª Edición, 2008: ♀ Eva Prieto & ♂ Oliver Baggerman | Judit Mascó (1ª-2ª) Eloísa González (3ª) |
| Estados Unidos       | America's Next Top Model Web Oficial en The CW (No Activa) Web Oficial en VH1                                                    | UPN (1ª-6ª) The CW (7ª-22ª) VH1 (23ª-24ª) | 1ª Edición, 2003: Adrianne Curry 2ª Edición, 2004: Yoanna House 3ª Edición, 2004: Eva Pigford 4ª Edición, 2005: Naima Mora 5ª Edición, 2005: Nicole Linkletter 6.ª edición, 2006: Danielle Evans 7ª Edición, 2006: CariDee English 8ª Edición, 2007: Jaslene González 9.ª Edición, 2007: Saleisha Stowers 10.ª Edición, 2008: Whitney Thompson 11.ª Edición, 2008: McKey Sullivan 12.ª Edición, 2009: Teyona Anderson 13.ª Edición, 2009: Nicole Fox 14.ª Edición, 2010: Krista White 15.ª Edición, 2010: Ann Ward 16.ª Edición, 2011: Brittani Kline 17.ª Edición, 2011: Lisa D'Amato 18.ª Edición, 2012: Sophie Sumner 19.ª Edición, 2012: Laura James 20.ª Edición, 2013: ♀ Jourdan Miller 21.ª Edición, 2014: ♂ Keith Carlos 22ª Edición, 2015: ♂ Nyle DiMarco 23ª Edición, 2016-2017: India Gants 24ª Edición, 2018: Kyla Coleman | Tyra Banks (1ª-22ª, 24ª) Rita Ora (23ª) |
| Estonia              | Eesti tippmodell Web Oficial Archivado el 28 de septiembre de 2013 en Wayback Machine.                                           | Kanal 2                                   | 1ª Edición, 2012: Helina Metsik 2ª Edición, 2013-2014: Sandra Ude 3ª Edición, 2014-2015: Aule Õun 4ª Edición, 2015-2016: Kätlin Hallik | Kaja Wunder (1ª) Liisi Eesmaa (2ª-4ª) |
| Filipinas            | Philippines' Next Top Model Web Oficial en RPN (No Activa) Web Oficial en TV5                                                    | RPN (1ª) TV5 (2ª)                         | 1ª Edición, 2007: Grendel Alvarado 2ª Edición, 2017: Angela Lehmann | Ruffa Gutierrez-Bektas (1ª) Maggie Wilson (1ª) |
| Finlandia            | Suomen huippumalli haussa Web Oficial                                                                                            | Nelonen (1ª-6ª) MTV3 (7ª)                 | 1ª Edición, 2008: Ani Alitalo 2ª Edición, 2009: Nanna Grundfeldt 3ª Edición, 2010: Jenna Kuokkanen 4ª Edición, 2011: Anna-Sofia Ali-Sisto 5ª Edición, 2012: Meri Ikonen 6.ª edición, 2017: Jerry Koivisto 7ª Edición, 2022: Jarrah Kollei | Anne Kukkohovi (1ª-5ª) Maryam Razavin (6ª) Veronica Verho (7ª) |
| Francia              | Top Model | M6                                        | 1ª Edición, 2005: Alizée Gaillard 2ª Edición, 2007: Karen Pillet | Odile Sarron (1ª) Adriana Karembeu (2ª) |
| Georgia              | TOP Girl - Georgia's Next Top Model Web Oficial (No Activa)                                                                      | KikalastudioTv                            | 1ª Edición, 2012: Tako Mandaria 2ª Edición, 2013: Alisa Kuzmina | Salome Gviniashvili (1ª) Nino Tskitishvili (2ª) |
| Ghana                | Top Model Ghana | GTV                                       | 1ª Edición, 2006: Mabel Tettey | Abenaa Koomson (1ª) |
| Grecia               | Next Top Model Web Oficial en ANT1 (No Activa)                                                                                   | ANT1                                      | 1ª Edición, 2009-2010: Seraina Kazamia 2ª Edición, 2010-2011: Cindorella Toli | Vicky Kaya (1ª-2ª) |
| Grecia               | Greece's Next Top Model Web Oficial                                                                                              | Star                                      | 1ª Edición, 2018: Noune Kazaryan 2ª Edición, 2019: Anna-Maria Iliadou & Katia Tarabanko 3ª Edición, 2020: Irakles Chuzinov 4ª Edición, 2021: Kyveli Hatziefstratiou 5ª Edición, 2022: Aléksia Trajko | Vicky Kaya (1ª-2ª) Sin Presentador/a (3ª-5ª) |
| Hungría              | Topmodell Web Oficial (No Activa) Archivado el 20 de diciembre de 2006 en Wayback Machine.                                       | Viasat 3                                  | 1ª Edición, 2006: Réka Nagy | Viktória Vámosi (1ª) |
| Hungría              | Next Topmodel Hungary Web Oficial                                                                                                | TV2                                       | 1ª Edición, 2024: Confirmada | |
| India                | India's Next Top Model Web Oficial                                                                                               | MTV India                                 | 1ª Edición, 2015: Danielle Canute 2ª Edición, 2016: Pranati Rai Prakash 3ª Edición, 2017: Riya Subodh 4ª Edición, 2018: Urvi Shetty | Lisa Haydon (1ª-2ª) Malaika Arora (3ª-4ª) |
| India                | Top Model India | Colors Infinity                           | 1ª Edición, 2018: Mahir Pandhi | Lisa Haydon (1ª) |
| Indonesia            | Indonesia's Next Top Model | NET.                                      | 1ª Edición, 2020-2021: Danella Ilene Kurniawan 2ª Edición, 2021-2022: Sarah Tumiwa 3ª Edición, 2022-2023: Iko Bustomi | Luna Maya (1ª-3ª) |
| Israel               | הדוגמניות Oficial (enlace roto disponible en Internet Archive; véase el historial, la primera versión y la última).              | Channel 10                                | 1ª Edición, 2005: Viktoriya Katzman 2ª Edición, 2006: Niral Karantenaji 3ª Edición, 2008: Ella Meshkauzen | Galit Gutman (1ª-3ª) |
| Italia               | Italia's Next Top Model Web Oficial                                                                                              | SKY Uno                                   | 1ª Edición, 2007-2008: Gilda Sansone 2ª Edición, 2008: Michela Maggioni 3ª Edición, 2009: Anastasia Silveri 4ª Edición, 2011: Alice Taticchi | Natasha Stefanenko (1ª-4ª) |
| Kazajistán           | Я красивая Web Oficial (No Activa)                                                                                               | HiT TV                                    | 1ª Edición, 2005: Altyn Baekenova | |
| Malta                | Malta's Top Model Web Oficial (No Activa)                                                                                        | Favorite Channel                          | 1ª Edición, 2009: Audrienne Thaipend | Claire Amato (1ª) |
| México               | Mexico's Next Top Model Web Oficial (No Activa) Archivado el 25 de octubre de 2012 en Wayback Machine.                           | SET                                       | 1ª Edición, 2009: Mariana Bayón 2ª Edición, 2011: Tracy Reuss 3ª Edición, 2012: Sahily Cordova 4ª Edición, 2013: Paloma Aguilar 5ª Edición, 2014: Vanessa Ponce | Elsa Benítez (1ª-3ª) Jaydy Michel (4ª-5ª) |
| Mongolia             | Mongolia's Next Top Model(1ª-2ª) The Models (3ª)                                                                                 | Edutainment TV                            | 1ª Edición, 2017: Tserendolgor Battsengel 2ª Edición, 2018-2019: Anujin Baynerdene & Chamia Chimedtseren 3ª Edición, 2021-2022: Hanna Buyankhishig | Nora Dagva (1ª-2ª) Urantsetseg Ganbold (3ª) |
| Nepal                | Mega Model | Image Channel                             | 1ª Edición, 2008: Swastika Rajbhandari 2ª Edición, 2010: Rashmita Maharjan | Pallavi Dhakal (1ª) Sahana Bajracharya (2ª) |
| Nigeria              | Nigeria's Next Top Model | HiTV                                      | 1ª Edición, 2007: Olabimitan Adeyinka | Adoara Oleh (1ª) Oreke (1ª) |
| Noruega              | Top Model Norge Web Oficial (No Activa) Archivado el 4 de febrero de 2011 en Wayback Machine.                                    | TV3                                       | 1ª Edición, 2005: Kine Lauvås Bakke 2ª Edición, 2005: Frøydis Elvenes 3ª Edición, 2006: Therese Haugsnes 4ª Edición, 2006: Maria Eilertsen 5ª Edición, 2007: Kamilla Alnes 6.ª edición, 2008: Martine Lervik 7ª Edición, 2011: Claudia Alette Bull 8ª Edición, 2013: Frida Børli Solaker | Kathrine Sørland (1ª-3ª) Vendela Kirsebom (4ª-6ª) Mona Grudt (7ª) Siri Tollerod (8ª)                                                                                                   |
| Nueva Zelanda        | New Zealand's Next Top Model Web Oficial                                                                                         | TV3                                       | 1ª Edición, 2009: Christobelle Grierson-Ryrie 2ª Edición, 2010: Danielle Hayes 3ª Edición, 2011: Brigette Thomas | Sara Tetro (1ª-3ª) |
| Países Bajos         | Holland's Next Top Model Web Oficial                                                                                             | RTL 5 (1ª-12.ª) Videoland (13.ª)          | 1ª Edición, 2006: Sanne Nijhof 2ª Edición, 2007: Kim Feenstra 3ª Edición, 2007: Cecile Sinclair 4ª Edición, 2008: Ananda Marchildon 5ª Edición, 2011: Tamara Slijkhuis 6.ª edición, 2013: Nikki Steigenga 7ª Edición, 2014: Nicky Opheij 8ª Edición, 2015: Loiza Lamers 9.ª Edición, 2016: Akke Marije Marinus 10.ª Edición, 2017: ♂ Montell van Leijen 11.ª Edición, 2018: ♂ Soufyan Gnini 12.ª Edición, 2019: ♂ Marcus Hansma 13.ª Edición, 2022: ♂ Lando van der Schee | Yfke Sturm (1ª-2ª) Daphne Deckers (3ª-5ª) Anouk Smulders (6ª-9ª) Anna Nooshin (10.ª-12.ª) Loiza Lamers (13.ª)                                                                          |
| Paraguay             | World Top Model | Unicanal                                  | 1ª Edición, 2016: Belén Gallardo | Patty Gadea (1ª) |
| Perú                 | Peru's Next Top Model Web Oficial (No Activa)                                                                                    | ATV                                       | 1ª Edición, 2013: Danea Panta | Valeria de Santis (1ª) |
| Polonia              | Top Model. Zostań modelką Web Oficial                                                                                            | TVN                                       | 1ª Edición, 2010: Paulina Papierska 2ª Edición, 2011: Olga Kaczyńska 3ª Edición, 2013: Zuzanna Kołodziejczyk 4ª Edición, 2014: Osi Ugonoh 5ª Edición, 2015: ♂ Radek Pestka 6.ª edición, 2016: ♂ Patryk Grudowicz 7ª Edición, 2018: ♀ Kasia Szklarczyk 8ª Edición, 2019: ♂ Dawid Woskanian 9.ª Edición, 2020: ♂ Mikołaj Śmieszek 10.ª Edición, 2021: ♀ Dominika Wysocka 11.ª Edición, 2022: ♀ Klaudia Nieścior 12.ª Edición, 2023: En Emisión | Joanna Krupa (1ª-12.ª) |
| Reino Unido Irlanda  | Britain's Next Top Model (1ª-6ª, 10.ª-12.ª) Britain's and Ireland's Next Top Model (7ª-9ª) Web Oficial                           | Sky Living (1ª-9ª) Lifetime (10.ª-12.ª)   | 1ª Edición, 2005: Lucy Ratcliffe 2ª Edición, 2006: Lianna Fowler 3ª Edición, 2007: Lauren McAvoy 4ª Edición, 2008: Alex Evans 5ª Edición, 2009: Mecia Simson 6.ª edición, 2010: Tiffany Pisani 7ª Edición, 2011: Jade Thompson 8ª Edición, 2012: Letitia Harold 9ª Edición, 2013: Lauren Lambert 10.ª Edición, 2016: Chloe Keenan 11.ª Edición, 2017: Olivia Wardell 12.ª Edición, 2017: Ivy Watson | Lisa Butcher (1ª) Lisa Snowdon (2ª-5ª) Elle Macpherson (6ª-9ª) Abbey Clancy (10.ª-12.ª) Paul Sculfor (10.ª-11.ª)                                                                       |
| Reino Unido Irlanda  | Britain's Missing Top Model | BBC Three                                 | 1ª Edición, 2008: Kelly Knox | Joe Duttine (1ª) |
| Ruanda               | Rwanda's Next Top Model | Rwanda TV                                 | 1ª Edición, 2015: Amanda Kaneza | John Bunyeshuli (1ª) |
| Rumanía              | Next Top Model Web Oficial (No Activa) Archivado el 14 de febrero de 2015 en Wayback Machine.                                    | Antena 1                                  | 1ª Edición, 2011: Emma Dumitrescu 2ª Edición, 2011: Laura Giurcanu 3ª Edición, 2012: Ramona Popescu | Cătălin Botezatu (1ª-3ª) |
| Rusia                | Ты - супермодель Web Oficial (No Activa) Archivado el 12 de junio de 2008 en Wayback Machine.                                    | STS                                       | 1ª Edición, 2004: Ksenia Kahnovich 2ª Edición, 2005: Svetlana Sergienko 3ª Edición, 2006: Tatiana Pekurovskaya 4ª Edición, 2007: Tatiana Krohina | Fyodor Bondarchuk (1ª-2ª) Alexander Tsekalo (3ª) Svetlana Bondarchuk (4ª) |
| Rusia                | Топ-модель по-русски Web Oficial                                                                                                 | Muz-TV (1ª-3ª) You-TV (4ª-5ª)             | 1ª Edición, 2011: Mariya Lesovaya 2ª Edición, 2011: Ekaterina Bagrova 3ª Edición, 2012: Tatianna Kozuto 4ª Edición, 2012: Yulia Farhutdinova 5ª Edición, 2014: Evgeniya Nekrasova | Kseniya Sobchak (1ª-3ª) Irina Shayk (4ª) Natasha Stefanenko (5ª) |
| Rusia                | Ты — топ-модель | TNT                                       | 1ª Edición, 2021: Tina Tova | Anastasia Reshetova (1ª) |
| Serbia               | Srpski Top Model Web Oficial (No Activa) Archivado el 24 de septiembre de 2015 en Wayback Machine.                               | Prva                                      | 1ª Edición, 2011: Neda Stojanović | Ivana Stankovic (1ª) |
| Suecia               | Top Model Sverige Web Oficial (No Activa) Archivado el 11 de enero de 2013 en Wayback Machine.                                   | TV3                                       | 1ª Edición, 2005: Elina Herbeck 2ª Edición, 2005: Arwen Bergström 3ª Edición, 2006: Freja Kjellberg 4ª Edición, 2007: Hawa Ahmed 5ª Edición, 2012: Alice Herbst 6.ª edición, 2013: Josefin Gustafsson 7ª Edición, 2014: Feben Negash | Mini Andén (1ª) Malin Persson (2ª-3ª) Vendela Kirsebom (4ª-5ª) Caroline Wimberg (6ª-7ª)                                                                                                |
| Suiza                | Supermodel Web Oficial (No Activa)                                                                                               | 3+ TV                                     | 1ª Edición, 2007: Nathalie Güdel 2ª Edición, 2008: Bianca Bauer | Nadja Schildknecht (1ª) Franziska Knuppe (2ª) |
| Suiza                | Switzerland’s Next Topmodel | Puls 8 ProSieben Schweiz                  | 1ª Edición, 2018: ♀ Saviour Chibueze 2ª Edición, 2019: ♀ Gabriela Gisler 3ª Edición, 2021: ♂ Dennis de Vree | Manuela Frey (1ª-3ª) |
| Tailandia            | Tailandia's Next Top Model Web Oficial (No Activa)                                                                               | ThaiTV 3                                  | 1ª Edición, 2005-2006: Shananun You | Sonia Couling (1ª) |
| Turquía              | Top Model Türkiye Web Oficial (No Activa) Archivado el 11 de enero de 2007 en Wayback Machine.                                   | Star TV                                   | 1ª Edición, 2006: Selda Car | Deniz Akkaya (1ª) |
| Ucrania              | Cупермодель по-yкраїнськи Web Oficial                                                                                            | Novyi Kanal                               | 1ª Edición, 2014: Alena Ruban 2ª Edición, 2015: Alina Panyuta 3ª Edición, 2016: Maria Grebenyuk 4ª Edición, 2017: Samvel Tumanyan 5ª Edición, 2018: Yana Kutishevskaya 6.ª edición, 2019: Malvina Chuklya 7ª Edición, 2020: Tanya Bryk | Alla Kostromichova (1ª-7ª) |
| Vietnam              | Người mẫu Việt Nam Web Oficial                                                                                                   | VTV3                                      | 1ª Edición, 2010-2011: Khiếu Thị Huyền Trang 2ª Edición, 2011: Hoàng Thị Thùy 3ª Edición, 2012: Mai Thị Giang 4ª Edición, 2013: Mâu Thị Thanh Thủy 5ª Edición, 2014-2015: ♀ Nguyễn Thị Oanh & ♂ Tạ Quang Hùng 6.ª edición, 2015: Nguyễn Thị Hương Ly 7ª Edición, 2016: Nguyễn Thị Ngọc Châu 8ª Edición, 2017: Lê Thị Kim Dung | Vũ Nguyễn Hà Anh (1ª) Phạm Thị Thanh Hằng (4ª, 6ª-7ª) Nguyễn Xuân Lan (2ª-3ª, 5ª) |

     País que actualmente está emitiendo Top Model.
     País que planea emitir una nueva edición de Top Model.
     País que está negociando con la productora emitir una nueva edición de Top Model, aunque no sea oficial aún de que se llegue a emitir.
     País que no planea emitir una nueva edición de Top Model.